# Antonio Flores Jijón
Antonio Flores Jijón (Quito, 23 de outubro de 1833 – Genebra, 30 de agosto de 1915) foi um advogado, escritor e político equatoriano. Sob filiação do Partido Progressista, ocupou o cargo de presidente de seu país entre 17 de agosto de 1888 e 30 de junho de 1892.

## Vida
Antonio Flores nasceu em Quito, no Palácio Carondelet (a residência presidencial), enquanto seu pai, o general Juan José Flores, presidia a nação. Sua mãe era Mercedes Jijón de Vivanco y Chiriboga, filha do Conde da Casa Jijón, membro de uma das antigas famílias aristocráticas de Quito.
Quando ficou sabendo que o Imperador D. Pedro II, do Brasil e a monarquia foram depostas, disse as seguintes palavras: Permita que eu lhe ofereça meus pêsames: o Brasil acabou de cometer o erro mais fatal de sua história.

Durante a primeira presidência de Gabriel García Moreno, Flores foi embaixador em Paris, Londres e Washington. Ele também foi Ministro das Finanças em 1865. Ele morreu em Genebra, Suíça. Ele era casado com Leonor Ruiz de Apodaca y García-Tienza, natural de Cuba. Seu vice-presidente e antecessor foi Pedro José Cevallos.